# Jemma Nunu Kumba
Jemma Nunu Kumba (* 8. März 1966 im Sudan) ist eine südsudanesische Politikerin. Sie ist die amtierende Präsidentin des Parlaments der Republik Südsudan. 

## Leben
Kumba wurde 1966 geboren, damals gehörte der Südsudan noch zum Sudan. 
Anfang der 1990er Jahre wurde sie Mitglied der Rebellenorganisation SPLM (Sudans Peoples Liberation Movement), die sich gegen Khartum für die Unabhängigkeit des Südens vom Rest des Landes einsetzte. Nach der Unabhängigkeit des Südsudan wurde die SPLM zu einer Partei umgewandelt.
Später war sie bei Friedensverhandlungen der Delegation der designierten Nation Südsudan in Khartum unter dem Vorsitz von Umar al-Baschir mit dabei.
Von 2008 bis 2010 war sie Gouverneurin des Bundesstaates Western Equatoria. Danach hatte sie diverse Ministerämter inne, so war sie Naturschutz- und Tourismusministerin und Ministerin für Wasser und Elektrizität.
Seit 2015 ist sie Generalsekretärin der SPLM.
Ende Juli 2021 verkündete der Präsident von Südsudan, Salva Kiir, dass Jemma Kumba die neue Präsidentin des im Mai 2021 wiederhergestellten Parlaments wird. Sie ist die erste Frau in diesem Amt in ihrem Land. Laut dem Präsidenten soll sie als Friendensbotschafterin wirken.